# Oreopanax
Oreopanax és un gènere de plantes amb flor de la família Araliaceae, que comprèn entre 80 i 150 espècies, depenent de la font d'informació. Sinopanax estava antigament inclòs dins aquest grup. És un gènere endèmic a ambdues Amèriques. Va ser descrit pels botànics francesos Joseph Decaisne (1807-1882) i Jules Émile Planchon (1823-1888) el 1854. Van triar el nom oreopanax (del grec oros, muntanya) pel seu hàbitat natural a l'alta muntanya.

## Taxonomia
| - Oreopanax acerifolius - Oreopanax albanensis - Oreopanax allocophyllus - Oreopanax anchicayanus - Oreopanax andreanus - Oreopanax angularis - Oreopanax anomalus - Oreopanax apurimacensis - Oreopanax aquifolius - Oreopanax arcanus - Oreopanax argentatus - Oreopanax artocarpoides - Oreopanax atopanthus - Oreopanax avicenniifolius - Oreopanax bogotensis - Oreopanax boliviensis - Oreopanax brachystachyus - Oreopanax brunneus - Oreopanax bullosus - Oreopanax candamoanus - Oreopanax capitatus - Oreopanax catalpifolius - Oreopanax cecropifolius - Oreopanax cheirophyllus - Oreopanax cissoides - Oreopanax compactus - Oreopanax confusus - Oreopanax corazonensis - Oreopanax coriaceus - Oreopanax costaricensis - Oreopanax crassinervius - Oreopanax crataegodorus - Oreopanax cumanensis - Oreopanax cuspidatus - Oreopanax cyclophyllus - Oreopanax dactylifolius - Oreopanax deinocephalus - Oreopanax diguensis - Oreopanax discolor - Oreopanax divulsus - Oreopanax donnell-smithii - Oreopanax duquei - Oreopanax dussii - Oreopanax echinops - Oreopanax ecuadoriensis - Oreopanax ellsworthii - Oreopanax epificus - Oreopanax epremesnilianus - Oreopanax eriocephalus - Oreopanax farallonensis | - Oreopanax flaccidus - Oreopanax fontqueranus - Oreopanax fulvus - Oreopanax gargantae - Oreopanax geminatus - Oreopanax glabrifolius - Oreopanax gnaphalocephalus - Oreopanax grandifolius - Oreopanax grosseserratus - Oreopanax guatemalensis - Oreopanax hederaceus - Oreopanax hedraeostrobilus - Oreopanax herzogii - Oreopanax humboldtianus - Oreopanax hypargyreus - Oreopanax ilicifolius - Oreopanax impolitus - Oreopanax incisus - Oreopanax integrifolius - Oreopanax iodophyllus - Oreopanax ischnolobus - Oreopanax jatrophifolius - Oreopanax jelskii - Oreopanax killipii - Oreopanax klugii - Oreopanax kuntzei - Oreopanax lawrancei - Oreopanax lechleri - Oreopanax lehmannii - Oreopanax lempirianus - Oreopanax liebmannii - Oreopanax lindenii - Oreopanax macleanii - Oreopanax macrocephalus - Oreopanax mathewsii - Oreopanax membranaceus - Oreopanax microflorus - Oreopanax mutisianus - Oreopanax nicaraguensis - Oreopanax niger - Oreopanax nubigenus - Oreopanax nymphaeifolius - Oreopanax obscurus - Oreopanax obtusilobus - Oreopanax oerstedianus - Oreopanax oroyanus - Oreopanax pachycephalus - Oreopanax palamophyllus - Oreopanax pallidus - Oreopanax pariahuancae | - Oreopanax parviflorus - Oreopanax pavonii - Oreopanax peltatus - Oreopanax pentlandianus - Oreopanax pes-ursi - Oreopanax platanifolius - Oreopanax platyphyllus - Oreopanax polycephalus - Oreopanax pycnocarpus - Oreopanax raimondii - Oreopanax ramosissimus - Oreopanax reticulatus - Oreopanax ripicolus - Oreopanax robustus - Oreopanax rosei - Oreopanax ruizanus - Oreopanax ruizii - Oreopanax rusbyi - Oreopanax salvinii - Oreopanax sanderianus - Oreopanax sandianus - Oreopanax santanderianus - Oreopanax schultzei - Oreopanax sectifolius - Oreopanax seemannianus - Oreopanax sessiliflorus - Oreopanax simplicifolius - Oreopanax spathulatus - Oreopanax standleyi - Oreopanax steinbachianus - Oreopanax stenodactylus - Oreopanax stenophyllus - Oreopanax steyermarkii - Oreopanax striatus - Oreopanax sucrensis - Oreopanax superoerstedianus - Oreopanax thaumasiophyllus - Oreopanax tolimanus - Oreopanax trianae - Oreopanax trifidus - Oreopanax trollii - Oreopanax turbacensis - Oreopanax urubambanus - Oreopanax velutinus - Oreopanax venezuelensis - Oreopanax vestitus - Oreopanax weberbaueri - Oreopanax williamsii - Oreopanax xalapensis |